# Заплатина, Елизавета Павловна
Заплатина, Елизавета Павловна (род. 13 апреля 1999 года) — российская спортсменка, МС по водному поло, входит в состав женской юниорской сборной России по водному поло. Постоянно выступает за команду «Уралочка», г. Златоуст.

## Биография
В 2012 году на Всероссийской спартакиаде спортивных школ была признана лучшим бомардиром.
В 2015 году выступала в составе сборной России на 1-х Европейских играх в Баку, где команда России по водному поло завоевала золотую медаль.

## Личные результаты
- Чемпионка Первых Европейских Игр в Баку 2015
- Чемпионка Первенства Мира Новая Зеландия 2016
- Чемпионка Первенства Мира Греция 2018
- Бронзовый призёр Всемирной летней Универсиады Италия 2019
- Чемпионка Первенства Мира Португалия 2019
- Бронзовый призёр Чемпионата России 2019
- Бронзовый призёр Кубка России 2019
- Бронзовый призёр Чемпионата России 2021
- Победитель Кубка России 2021
- Серебряный призёр Чемпионата России 2021
- Победитель первой летней Спартакиады России 2022

## Тренеры
Тренер спортсменки в клубе «Уралочка» — Ольга Галимзянова. Тренер в юниорской сборной — Белофастов Андрей Владимирович.